# عمل يتيم

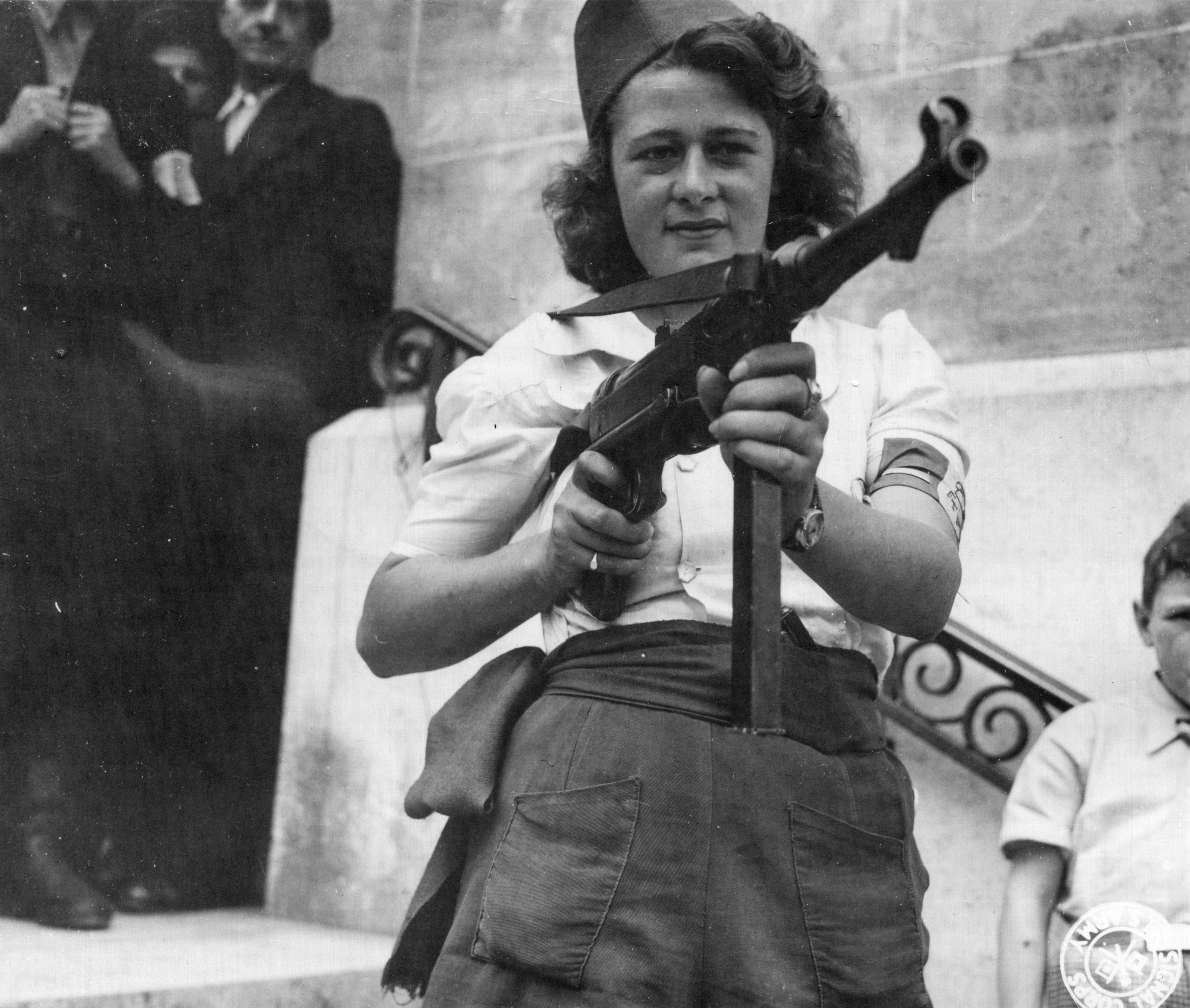

العمل اليتيم هو عمل محمي بحقوق التأليف والنشر، ويكون أصحاب حقوق النشر والتأليف إما غير معروفين أو لا يمكن الاتصال بهم. في بعض الأحيان، تكون أسماء أصحاب العمل أو أصحاب حقوق النشر والتأليف معروفة، لكن من المستحيل التواصل معهم بسبب الحاجة إلى بعض التفاصيل الإضافية التي لا يمكن العثور عليها. يصبح العمل يتيمًا عندما لا يكون أصحابه على دراية بحقوقهم، أو جراء وفاة أصحاب العمل (في حالة وفاة المؤلف أو انهيار شركات النشر) أما اعتبار العمل إرثًا للمتوفى فذلك أمرٌ غير عملي. في حالات أخرى، قد تفشل الأبحاث الاجتهادية الشاملة في تحديد أسماء مؤلف أو مبتكر أو منشئ العمل. منذ عام 1989، ازدادت كمية الأعمال اليتيمة بشكل دراماتيكي منذ أن أصبح تسجيل العمل أمرًا اختيارًا، ولا تزال حالة الكثير من الأعمال مجهولة.

## كمية الأعمال اليتيمة
لا تزال الأرقام الدقيقة حول عدد الأعمال اليتيمة غير متاحة، حتى مع وجود المكتبات والأرشيفات والمتاحف التي تضم عددًا كبيرًا من تلك الأعمال. في شهر أبريل من عام 2009، قدرت إحدى الدراسات عدد الأعمال اليتيمة الموجودة في مجموعات منظمات القطاع العام في المملكة المتحدة، ووجدت أن عدد تلك الأعمال هو 25 مليون. تُعتبر الصور الفوتوغرافية التي لا تذكر اسم المصور أحد الأمثلة عن الأعمال اليتيمة، خاصة تلك الصور الملتقطة خلال البعثات العلمية أو الصور التاريخية، بالإضافة إلى تسجيلات الموسيقى الفلكلورية القديمة والروايات والأعمال الأدبية غير المشهورة. تُدعى البرمجيات التي تُصنف ضمن قائمة الأعمال اليتيمة بالبرمجيات المهجورة. في عام 2015، قدّر متحف ألعاب الفيديو «كومبيوتر شبيل موزيوم برلين» نسبة الأعمال اليتيمة في المتحف، وذكر أن نحو 50 بالمئة من مجموعات ألعاب الفيديو تلك تتألف من أعمال يتيمة جزئيًا على الأقل. بإمكان خدمة ضمان شيفرة المصدر منع تيتم البرمجيات، لكن نادرًا ما تطبق.

## الأثر
في البلدان التي لا تسمح قوانينها باستخدام الأعمال اليتيمة، تصبح تلك الأعمال غير متاحة للاستخدام القانوني من طرف صناع الأفلام وأمناء الأرشيف والكتاب والموسيقيين والمذيعين. السبب هو عدم القدرة على التعرف على صاحب العمل أو الاتصال به للحصول على إذنه، أما السجلات التاريخية والثقافية مثل الأفلام القديمة والصور الفوتوغرافية والتسجيلات الصوتية، فلا يمكن إدراجها في أعمال معاصرة ضمن البلدان التي لا تسمح باستخدام الأعمال اليتيمة (إلا إذا كان إدراجها ضمن نطاق الاستخدام العادل). أما المكتبات العامة والمؤسسات التعليمية والمتاحف التي تُرقْمن المخطوطات والكتب والتسجيلات الصوتية والأفلام القديمة، فبإمكانها عدم رَقمنة الأعمال اليتيمة أو عدم إتاحتها للعامة خوفًا من ظهور أصحاب حقوق النشر والتأليف ومقاضاة تلك المؤسسات.

## الأسباب
وفقاً لـنيل نيتانيل، فتزايد الأعمال اليتيمة ناجمٌ عن عاملين: (1) الإطالة في أحكام حقوق النشر، و(2) منح حقوق النشر أوتوماتيكيًا دون تسجيلها أو تجديدها. جزء بسيط فقط من الأعمال القديمة المحمية بحقوق النشر متاحٌ للعامة. يدّعي نيتانيل أن أصحاب حقوق النشر «لا يملكون دافعًا للحفاظ على توزيع وتداول أعمالهم» أو لا يجعلون عملهم المطبوع متاحًا إلّا إذا عُرض عليهم المزيد من المال للقيام بذلك بدلًا من إنتاج أعمال جديدة أو الانخراط في نشاطات أكثر ربحًا.

## شروط خاصة حسب البلد

### كندا
أوجدت كندا مخطط ترخيص تكميليًا، فوفقًا للقسم 77 من قانون حقوق النشر والتأليف، يُسمح بإصدار تراخيص استخدام الأعمال المنشورة من طرف مجلس حقوق النشر والتأليف الكندي نيابة عن أصحاب تلك الأعمال الذين لا يمكن الاتصال بهم، وذلك بعدما يبذل مانح التراخيص «جهودًا منطقية للعثور على صاحب حقوق النشر والتأليف أو الاتصال به». بدءًا من شهر مارس عام 2019، أصدر مجلس حقوق النشر والتأليف الكندي 304 رخصة وحرم 24 متقدماً من الحصول عليها.